# Bioidentidade
Bioidentidade é um termo que vem sendo utilizado no campo da sociologia e da biomedicina para definir a situação em que o indivíduo se refere a si mesmo a partir de um certo estado de saúde ou condição biológica (diabético, obeso, hipertenso, deficiente visual, cadeirante, autista etc.). Decorre desse conceito aquele de biossocialidade, que se refere aos grupos formados a partir das bioidentidades e de uma forma de socialização vinculada às questões biológicas e de saúde.
Esse conceito vem sendo trabalhado por autores como Nikolas Rose e Paul Rabinow .